# Evis Kushi
Evis Kushi (ur. 7 października 1975 w Tiranie) – albańska polityk, członek Socjalistycznej Partii Albanii, minister edukacji, sportu i młodzieży w gabinecie premiera Ediego Ramy.

## Życiorys
Delina Ibrahimaj urodziła się 7 października 1975 r. w Tiranie. W 1997 r. ukończyła studia na wydziale ekonomii Uniwersytetu w Tiranie. W 2008 r. obroniła doktorat na Staffordshire University w Anglii. W 2010 r. uzyskała tytuł naukowy Profesor i Asociuar na Uniwersytecie Aleksandra Moisiu w Durrës. 26 lipca 2016 r. otrzymała tytuł naukowy Profesor na Uniwersytecie Rolniczym w Tiranie.
W latach 1998–2012 pracowała jako wykładowca na Uniwersytecie w Elbasanie. W latach 2010–2012 była kierownikiem katedry ekonomii i prawa na wydziale ekonomii, a w latach 2012–2013 była dziekanem wydziału ekonomicznego. W zakresie działalności społeczno-politycznej Kushi jest członkiem Socjalistycznej Partii Albanii od marca 2013 r., a od kwietnia 2016 r. członkiem Prezydium Socjalistycznej Partii Albanii. Do chwili powołania na stanowisko ministra edukacji, sportu i młodzieży w gabinecie premiera Ediego Ramy była wiceprzewodniczącą parlamentu.

## Życie prywatne
Evis Kushi jest mężatką i ma dwoje dzieci.